# سامانثا كورتيس
سامانثا كورتيس (28 أكتوبر 1985 بأوكلاند في نيوزيلندا - ) (بالإنجليزية: Samantha Curtis)‏ هي لاعبة كريكت نيوزلندية. شاركت مع منتخب نيوزيلندا الوطني للكريكت.

## وصلات خارجية
- سامانثا كورتيس على موقع إي آس بي آن كريك إنفو (الإنجليزية)